# Tiantai Chengguanzhen (häradshuvudort i Kina, Zhejiang Sheng, lat 29,14, long 121,03)
Tiantai Chengguanzhen (kinesiska: 天台, 城关镇) är en häradshuvudort i Kina. Den ligger i provinsen Zhejiang, i den östra delen av landet, omkring 150 kilometer sydost om provinshuvudstaden Hangzhou. Antalet invånare är 66 097. Befolkningen består av 33 089 kvinnor och 33 008 män. Barn under 15 år utgör 16,0 %, vuxna 15-64 år 74 %, och äldre över 65 år 8,0 %.
Runt Tiantai Chengguanzhen är det tätbefolkat, med 411 invånare per kvadratkilometer. Tiantai Chengguanzhen är det största samhället i trakten. I omgivningarna runt Tiantai Chengguanzhen växer i huvudsak blandskog.
Genomsnittlig årsnederbörd är 2 140 millimeter. Den regnigaste månaden är augusti, med i genomsnitt 364 mm nederbörd, och den torraste är januari, med 70 mm nederbörd.